# ووئلتا اسپانیای ۲۰۱۷
ووئلتا اسپانیای ۲۰۱۷ هفتادودومین دورهٔ مسابقات دوچرخه‌سواری جاده ووئلتا اسپانیا بود که از ۱۹ اوت تا ۱۰ سپتامبر برگزار شد. مسابقه در نیم فرانسه آغاز شد تا برای سومین بار پس از دوره‌های ۱۹۹۷ (در پرتغال) و ۲۰۰۹ (در هلند) در بیرون اسپانیا افتتاح شود. اختتامیه نیز در مادرید بود.
در پایان مسابقه، کریس فروم (تیم اسکای) به قهرمانی رده‌بندی اصلی دست یافت تا پس از ژاک آنکتیل (۱۹۶۳) و برنار اینو (۱۹۷۸) سومین رکابزنی باشد که دوگانهٔ تور–ووئلتا را در یک سال فتح می‌کند. وینچنزو نیبالی (بحرین–مریدا) و ایلنور زاکارین (کاتیوشا–آلپتسین) بر سکوهای دوم و سوم ایستادند. فروم رده‌بندی امتیازی و رده‌بندی ترکیبی را نیز فتح کرد. داویده ویللا (کنندیل–دراپاک) برندهٔ رده‌بندی کوهستان شد و قهرمانی رده‌بندی تیمی به آستانه رسید. آلبرتو کونتادور نیز در آخرین مسابقهٔ خود برندهٔ جایزهٔ جنگندگی شد.

## تیم‌ها
هجده تیم جهانی به صورت خودکار دعوت شدند و اجباراً باید در مسابقه شرکت می‌کردند. چهار تیم حرفه‌ای قاره‌ای نیز سهمیهٔ شرکت در مسابقه را دریافت کردند. هر تیم شامل ۹ رکابزن است و جمعاً ۱۹۸ رکابزن مسابقه را آغاز می‌کنند.
تیم‌های حاضر در مسابقه به شرح زیر هستند:
تیم‌های جهانی
- آژ۲آر لا موندیال
- آستانه
- بحرین–مریدا
- تیم مسابقه بی‌ام‌سی
- بورا–هانسگروهه
- کنندیل–دراپاک
- دایمنشن دیتا
- اف‌دی‌جی
- کاتیوشا–آلپتسین
- لوتوان‌ال–یومبو
- لوتو–سودال
- موویستار
- اوریکا–اسکات
- کوئیک‌استپ فلورز
- تیم اسکای
- تیم سانوب
- ترک–سگافردو
- تیم یوای‌ئی امارات

تیم‌های حرفه‌ای قاره‌ای
- آکوا بلو اسپورت
- کاخا رورال-سگوروس رخا
- کوفیدیس
- مانزانا پوستوبون

## بخت‌های قهرمانی
نایرو کینتانا (موویستار) مدافع قهرمانی ووئلتا که در جیرو دیتالیا و تور دو فرانس شرکت کرده‌بود، ترجیح داد از قهرمانی خود دفاع نکند. اغلب مفسران کریس فروم (تیم اسکای) را که به تازگی چهارمین قهرمانی خود در تور دو فرانس را به دست آورد، نخستین بخت قهرمانی معرفی کردند. با پیروزی در ووئلتا او به سومین رکابزن پس از ژاک آنکتیل و برنار اینو تبدیل می‌شود که تور و ووئلتا را در یک فصل فتح کرده‌است. در غیاب کینتانا، شمارهٔ یک به آلبرتو کونتادور (ترک–سگافردو) که سه بار برندهٔ ووئلتا شده‌است، داده شد. او در اوایل اوت اعلام کرد پس از این مسابقه، از دوچرخه‌سواری حرفه‌ای خداحافظی می‌کند. وینچنزو نیبالی (بحرین–مریدا) قهرمان ووئلتای ۲۰۱۵ نزدیک‌ترین رقیب فروم شمرده‌شد. فابیو آرو (آستانه) که رتبهٔ پنجم تور دو فرانس را به دست آورد و استبان چاوز (اوریکا–اسکات) که در سال گذشته سوم شد نیز سایر بخت‌های اصلی قهرمانی بودند.

## مسیر و مراحل
مسیر مسابقه در ۱۲ ژانویهٔ ۲۰۱۷ رونمایی شد و طبق سنت سال‌های اخیر، نخستین مرحله تایم تریل تیمی بود. مسابقه در فرانسه آغاز شد و سومین بار در تاریخ ووئلتا بود که مسابقه بیرون از اسپانیا افتتاح می‌شد.
در مرحلهٔ سوم، مسابقه وارد اسپانیا شد و نخستین خط پایان سربالایی در مرحلهٔ پنجم بود. عروس مراحل ووئلتای ۲۰۱۷ مرحلهٔ بیستم بود که در بالای جاده آنگلیرو به پایان می‌رسید. در نهایت، مسابقه با طی مسیری حلقوی در مادرید خاتمه یافت.
| مرحله | تاریخ      | مسیر                                             | مسافت           | نوع             | نوع               | برنده                    |                 |
| ----- | ---------- | ------------------------------------------------ | --------------- | --------------- | ----------------- | ------------------------ | --------------- |
| ۱     | ۱۹ اوت     | نیم (فرانسه)                                     | ۱۳٫۷ کیلومتر    |                 | تایم تریل تیمی    | تیم مسابقه بی‌ام‌سی        |                 |
| ۲     | ۲۰ اوت     | نیم (فرانسه) به Gruissan، ناربون بزرگ (فرانسه)   | ۲۰۳٫۴ کیلومتر   |                 | مرحله مسطح        | Yves Lampaert (BEL)      |                 |
| ۳     | ۲۱ اوت     | پراد (فرانسه) به آندورا لاولا (آندورا)           | ۱۵۸٫۵ کیلومتر   |                 | مرحله کوهستانی    | وینچنزو نیبالی (ITA)     |                 |
| ۴     | ۲۲ اوت     | اسکالدز-انگوردانی به تاراگونا                    | ۱۹۸٫۲ کیلومتر   |                 | مرحله مسطح        | Matteo Trentin (ITA)     |                 |
| ۵     | ۲۳ اوت     | Benicàssim به Alcossebre                         | ۱۷۵٫۷ کیلومتر   |                 | مرحله تپه‌ای       | Alexey Lutsenko (KAZ)    |                 |
| ۶     | ۲۴ اوت     | ویارئال، کاستلیون به سائونتو                     | ۲۰۴٫۴ کیلومتر   |                 | مرحله تپه‌ای       | Tomasz Marczyński (POL)  |                 |
| ۷     | ۲۵ اوت     | Llíria به کوئنکا                                 | ۲۰۷ کیلومتر     |                 | مرحله مسطح        | Matej Mohorič (SLO)      |                 |
| ۸     | ۲۶ اوت     | هیین به چورت ده کاتی                             | ۱۹۹٫۵ کیلومتر   |                 | مرحله تپه‌ای       | Julian Alaphilippe (FRA) |                 |
| ۹     | ۲۷ اوت     | اریهوئلا به بنیتاچی                              | ۱۷۴ کیلومتر     |                 | مرحله تپه‌ای       | کریس فروم (GBR)          |                 |
|       | ۲۸ اوت     | استان آلیکانته                                   | استان آلیکانته  |                 | روز استراحت       | روز استراحت              |                 |
| ۱۰    | ۲۹ اوت     | کاراباکا د لا کروس به الپوزو، آلهاما د مورسیا    | ۱۶۴٫۸ کیلومتر   |                 | مرحله تپه‌ای       | Matteo Trentin (ITA)     |                 |
| ۱۱    | ۳۰ اوت     | لرکا به Calar Alto Observatory                   | ۱۸۷٫۵ کیلومتر   |                 | مرحله کوهستانی    | میگل آنخل لوپز (COL)     |                 |
| ۱۲    | ۳۱ اوت     | Motril به اتوکرا                                 | ۱۶۰٫۱ کیلومتر   |                 | مرحله تپه‌ای       | Tomasz Marczyński (POL)  |                 |
| ۱۳    | ۱ سپتامبر  | کوین به Tomares                                  | ۱۹۸٫۴ کیلومتر   |                 | مرحله مسطح        | Matteo Trentin (ITA)     |                 |
| ۱۴    | ۲ سپتامبر  | Écija به سیرا دلا پاندرا                         | ۱۷۵ کیلومتر     |                 | مرحله کوهستانی    | رافاو مایکا (POL)        |                 |
| ۱۵    | ۳ سپتامبر  | آلکالا لا رئال به آلتو اویا دلا مورا، سیرا نوادا | ۱۲۹٫۴ کیلومتر   |                 | مرحله کوهستانی    | میگل آنخل لوپز (COL)     |                 |
|       | ۴ سپتامبر  | لگرنیو                                           | لگرنیو          |                 | روز استراحت       | روز استراحت              |                 |
| ۱۶    | ۵ سپتامبر  | Circuito de Navarra به لگرنیو                    | ۴۰٫۲ کیلومتر    |                 | تایم تریل انفرادی | کریس فروم (GBR)          |                 |
| ۱۷    | ۶ سپتامبر  | بییادیگو به لوس ماچوکوس                          | ۱۸۰٫۵ کیلومتر   |                 | مرحله کوهستانی    | Stefan Denifl (AUT)      |                 |
| ۱۸    | ۷ سپتامبر  | Suances به Santo Toribio de Liébana              | ۱۶۹ کیلومتر     |                 | مرحله تپه‌ای       | Sander Armée (BEL)       |                 |
| ۱۹    | ۸ سپتامبر  | کاسو، Redes Natural Park به خیخن                 | ۱۴۹٫۷ کیلومتر   |                 | مرحله تپه‌ای       | Thomas De Gendt (BEL)    |                 |
| ۲۰    | ۹ سپتامبر  | کربرا د آستوریاس به جاده آنگلیرو                 | ۱۱۷٫۵ کیلومتر   |                 | مرحله کوهستانی    | آلبرتو کونتادور (ESP)    |                 |
| ۲۱    | ۱۰ سپتامبر | آرویومولینوس به مادرید                           | ۱۱۷٫۶ کیلومتر   |                 | مرحله مسطح        | Matteo Trentin (ITA)     |                 |
|       | مجموع      | مجموع                                            | ۳٬۳۲۴٫۱ کیلومتر | ۳٬۳۲۴٫۱ کیلومتر | ۳٬۳۲۴٫۱ کیلومتر   | ۳٬۳۲۴٫۱ کیلومتر          | ۳٬۳۲۴٫۱ کیلومتر |

## رده‌بندی نهایی

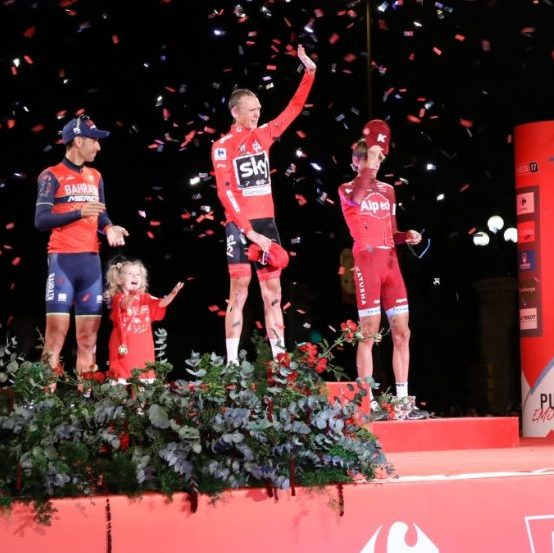
سکوی نهایی ووئلتا اسپانیای ۲۰۱۷

| راهنما | راهنما                    | راهنما | راهنما                |
| ------ | ------------------------- | ------ | --------------------- |
|        | برندهٔ رده‌بندی اصلی        |        | برندهٔ رده‌بندی امتیازی |
|        | برندهٔ رده‌بندی کوهستان     |        | برندهٔ رده‌بندی ترکیبی  |
|        | برندهٔ رده‌بندی رکابزن جوان |        | برندهٔ جایزهٔ جنگندگی   |

### رده‌بندی اصلی
| رتبه | رکابزن                   | تیم               | زمان     |
| ---- | ------------------------ | ----------------- | -------- |
| ۱    | کریس فروم (GBR)          | تیم اسکای         | ۸۲:۳۰:۰۲ |
| ۲    | وینچنزو نیبالی (ITA)     | بحرین–مریدا       | ۲:۱۵ +   |
| ۳    | Ilnur Zakarin (RUS)      | کاتیوشا–آلپتسین   | ۲:۵۱ +   |
| ۴    | Wilco Kelderman (NED)    | تیم سانوب         | ۳:۱۵ +   |
| ۵    | آلبرتو کونتادور (ESP)    | ترک–سگافردو       | ۳:۱۸ +   |
| ۶    | Wout Poels (NED)         | تیم اسکای         | ۶:۵۹ +   |
| ۷    | مایکل وودز (CAN)         | کنندیل–دراپاک     | ۸:۲۷ +   |
| ۸    | میگل آنخل لوپز (COL)     | آستانه            | ۹:۱۳ +   |
| ۹    | Steven Kruijswijk (NED)  | لوتوان‌ال–یومبو    | ۱۱:۱۸ +  |
| ۱۰   | Tejay van Garderen (USA) | تیم مسابقه بی‌ام‌سی | ۱۵:۵۰ +  |

### رده‌بندی امتیازی
| رتبه | رکابزن                   | تیم             | امتیاز |
| ---- | ------------------------ | --------------- | ------ |
| ۱    | کریس فروم (GBR)          | تیم اسکای       | ۱۵۸    |
| ۲    | Matteo Trentin (ITA)     | کوئیک‌استپ فلورز | ۱۵۶    |
| ۳    | وینچنزو نیبالی (ITA)     | بحرین–مریدا     | ۱۲۸    |
| ۴    | آلبرتو کونتادور (ESP)    | ترک–سگافردو     | ۱۰۵    |
| ۵    | Wilco Kelderman (NED)    | تیم سانوب       | ۹۷     |
| ۶    | Ilnur Zakarin (RUS)      | کاتیوشا–آلپتسین | ۹۳     |
| ۷    | میگل آنخل لوپز (COL)     | آستانه          | ۹۰     |
| ۸    | José Joaquín Rojas (ESP) | موویستار        | ۷۰     |
| ۹    | مایکل وودز (CAN)         | کنندیل–دراپاک   | ۶۱     |
| ۱۰   | Esteban Chaves (COL)     | اوریکا–اسکات    | ۶۱     |

### رده‌بندی کوهستان
| رتبه | رکابزن                   | تیم              | امتیاز |
| ---- | ------------------------ | ---------------- | ------ |
| ۱    | Davide Villella (ITA)    | کنندیل–دراپاک    | ۶۷     |
| ۲    | میگل آنخل لوپز (COL)     | آستانه           | ۴۷     |
| ۳    | کریس فروم (GBR)          | تیم اسکای        | ۳۵     |
| ۴    | José Joaquín Rojas (ESP) | موویستار         | ۳۳     |
| ۵    | Thomas De Gendt (BEL)    | لوتو–سودال       | ۳۰     |
| ۶    | Tomasz Marczyński (POL)  | لوتو–سودال       | ۲۸     |
| ۷    | رافاو مایکا (POL)        | بورا–هانسگروهه   | ۲۸     |
| ۸    | Stefan Denifl (AUT)      | آکوا بلو اسپورت  | ۲۸     |
| ۹    | آلبرتو کونتادور (ESP)    | ترک–سگافردو      | ۲۷     |
| ۱۰   | رومن بارده (FRA)         | آژ۲آر لا موندیال | ۲۵     |

### رده‌بندی ترکیبی
| رتبه | رکابزن                   | تیم              | امتیاز |
| ---- | ------------------------ | ---------------- | ------ |
| ۱    | کریس فروم (GBR)          | تیم اسکای        | ۵      |
| ۲    | میگل آنخل لوپز (COL)     | آستانه           | ۱۷     |
| ۳    | آلبرتو کونتادور (ESP)    | ترک–سگافردو      | ۱۸     |
| ۴    | Ilnur Zakarin (RUS)      | کاتیوشا–آلپتسین  | ۲۰     |
| ۵    | وینچنزو نیبالی (ITA)     | بحرین–مریدا      | ۲۲     |
| ۶    | Wilco Kelderman (NED)    | تیم سانوب        | ۲۷     |
| ۷    | José Joaquín Rojas (ESP) | موویستار         | ۳۴     |
| ۸    | Esteban Chaves (COL)     | اوریکا–اسکات     | ۳۷     |
| ۹    | Wout Poels (NED)         | تیم اسکای        | ۴۰     |
| ۱۰   | رومن بارده (FRA)         | آژ۲آر لا موندیال | ۴۵     |

### رده‌بندی تیمی
| رتبه | تیم                   | زمان      |
| ---- | --------------------- | --------- |
| ۱    | آستانه                | ۲۴۷:۱۶:۲۱ |
| ۲    | موویستار              | ۶:۱۶ +    |
| ۳    | تیم اسکای             | ۸:۱۲ +    |
| ۴    | تیم یوای‌ئی امارات     | ۴۹:۰۲ +   |
| ۵    | لوتوان‌ال–یومبو        | ۱:۰۷:۲۸ + |
| ۶    | اوریکا–اسکات          | ۱:۳۵:۲۱ + |
| ۷    | بحرین–مریدا           | ۲:۰۲:۰۹ + |
| ۸    | کاخا رورال-سگوروس رخا | ۲:۰۷:۴۵ + |
| ۹    | تیم مسابقه بی‌ام‌سی     | ۲:۱۰:۳۸ + |
| ۱۰   | کوئیک‌استپ فلورز       | ۲:۲۸:۰۱ + |